# Hugh Dennis
Peter Hugh Dennis, född 13 februari 1962, är en engelsk komiker och skådespelare. Han har varit stående panelmedlem i samtliga avsnitt av komediprogrammet Mock the Week som sändes mellan åren 2005 och 2022.

## Namnet
Hugh Dennis tilltalsnamn är Peter, men han använder sitt andra förnamn som artistnamn. När han började som skådespelare fanns det redan en Peter Dennis i artistföreningens rullor. Åldersskillnaden var stor och då brukade det vara möjligt att ha två personer med samma namn, men eftersom den andra Peter Dennis var ordförande i kommittén såg han ingen anledning att försöka.

## Biografi
Hugh Dennis föddes i Kettering den 13 februari 1962, där hans mamma var lärare och hans pappa var anglikansk präst, och sedermera biskop av St Edmundsbury and Ipswich. Hans äldre bror, John Jr., är diplomat och har bland annat varit brittisk ambassadör i Angola och har arbetat på representationen i Taiwan. Han växte sedan upp i Mill Hill, en förort till London där hans far utsågs till kyrkoherde strax efter hans födelse. Hans far blev senare biskop av Knaresborough och därefter biskop av St Edmundsbury and Ipswich.
Dennis studerade vid University College School i London. Där var han skolkamrat med författaren Will Self och de spelade bland annat rugby i skolans lag. Han fortsatte sina studier vid St John's College, Cambridge, där han blev medlem i spexföreningen Footlights och bland annat lärde känna Steve Punt.
Efter examen arbetade Dennis på marknadsavdelningen för Unilever, där han bland annat var varumärkeschef för varumärket Lynx deoderant. På fritiden uppträdde han med Steve Punt på komediklubbar, som The Comedy Store i London. I slutet av 1980-talet fick han först tjänstledigt för att tillsammans med bland andra Steve Punt göra radioshowen The Mary Whitehouse Experience på BBC Radio 1. Efter framgångarna med radioprogrammet blev han komiker på heltid. Komikerduon Punt och Dennis fortsatte radiokarriären med flera satir- och komediserier under 1990-talet. Han imiterade också kända personers röster för det engelska TV-programmet Spitting Image där dockor karikerade kända och omskrivna personer, och han deltog i några panelshower. Han har därefter varit med i flera siuationskomedier som My Hero, Outnumbered och Not going out.
Efter pilotavsnitet av Mock the Week blev han del av den fasta panelen och medverkade i alla avsnitt sedan premiären 2005, med undantag för ett specialavsnitt av programmet som sändes som en del av David Walliams 24 Hour Panel People. Han är en regelbunden gäst i olika panelshower som They Think It's All Over, Would I Lie To You?, QI och han gästat Have I Got News for You som programledare.
Hugh Dennis har också lett dokumentärserierna The Great British Countryside (med Julia Bradbury) och The Great British Dig. Han deltog i säsong 4 av Bäst i test England.